# Sabinos
Los sabinos, junto con los etruscos, los latinos, los ecuos, los ligures, los samnitas, los sabelios y los hérnicos, entre otros, fueron uno de los pueblos antiguos que habitaron la Italia prerromana. Su origen no se puede determinar con seguridad, pero se cree que estuvieron en el Lacio desde la prehistoria y, una vez instaurada la República, se asimilaron a la cultura latina y llegaron a ser ciudadanos de Roma. Se los vincula a la leyenda troyana de la creación de Roma.
Los sabinos eran un pueblo ganadero que habitaba las colinas cercanas a Roma en el Lacio, se ubicaron al oeste de los montes Apeninos, ocupando toda la ribera este del río Nera y a ambos lados del Velino (Velinus), hasta llegar al Tíber y el Aniene (Annio) en el sur.
Actualmente a la región que habitaron los sabinos se le llama Sabinia. En la época romana los escritores clásicos la citan como “tierra de los sabinos” (Sabinorum ager, o Sabinus ager), mientras que el nombre Sabinia o Sabina fue dado por los griegos (Σαβινη).

## Pueblos vecinos

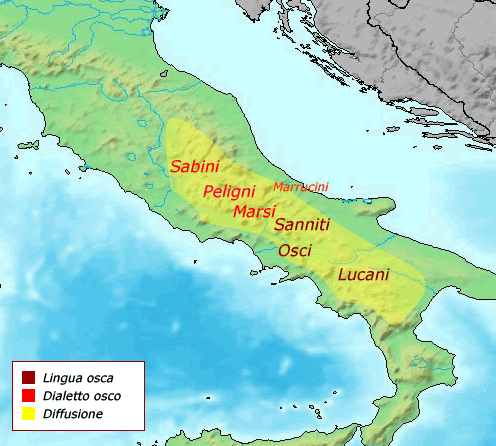
Pueblos oscos.

Los sabinos, limitaban al norte con los umbros, al oeste con los etruscos, al noreste con los picentinos y al este con los vestinos, los marsos y los ecuos. Los sabinos se encontraban en una estrecha franja de unos 125 km de largo, desde Nursia hasta el Tíber y el Aniene (Anio); el límite sur lo marcaban Fidenas, Nomenta (poblaciones probablemente de origen latino), y Eretum a 5 km al norte de Nomenta, considerada ya ciudad de los sabinos.
Se cree que los sabinos estaban relacionados en su origen con los picentinos, pelignos y samnitas, y estos últimos estaban emparentados con los frentanos, lucanos, apulios y brucios. Los marsos, marrucinos y vestinos, probablemente también eran de origen sabino. Actualmente a este conjunto de pueblos se les denomina sabelios. Algunos autores usan este término como sinónimo de sabino, y algunas veces se les llama también samnitas. [cita requerida]

## Origen
Los orígenes del pueblo sabino no se pueden determinar con plena certeza, pero se cree que estuvieron en el Lacio desde la prehistoria y, una vez instaurada la República, se asimilaron a la cultura y llegaron a ser ciudadanos de Roma. Habitaban las colinas cercanas a Roma en el Lacio, se ubicaron al oeste de los Montes Apeninos, ocupando toda la ribera este del río Nera y a ambos lados del Velino (Velinus), hasta llegar al Tíber y el Annio en el sur.
Existen dos hipótesis sobre el origen del pueblo sabino: una dice que son oriundos de la península, la otra, que son fruto de una colonización griega.

### Origen itálico
Algunos autores antiguos colocan el origen de los sabinos en la misma Italia, sea, o como un pueblo autóctono, o descendiente de los umbros o de los aborígenes.
Catón y Dionisio de Halicarnaso decían que los sabinos eran originarios de Testrina —pueblo rústico en los contornos de Amiternum— en las faldas del Gran Sasso.
Dionisio de Halicarnaso —citando como fuente a Zenódoto de Trecén— dice que son una rama de los umbros. Entre ambos pueblos, umbros y sabinos, hay rasgos similares, como la veneración de la deidad Sancus —principal entre los sabinos, pero también presente entre los umbros— y se han hallado otras similitudes culturales. Además, por el estudio del su lenguaje, se puede vislumbrar un origen común a todos los pueblos sabélicos aunque no se pueda determinar su procedencia.
Según Dionisio de Halicarnaso, los sabinos expulsaron a los aborígenes de aquella región que tenían por centro la ciudad de Lista. Estos aborígenes emigraron hacia el Lacio, donde,  mezclados con otros grupos, originaron el pueblo de los latinos.
Por último Varrón de origen reatino él mismo, dice que sus ancestros descienden del pueblo aborigen que habitaba la Italia central.

### Origen griego
Por otra parte está la hipótesis, menos probable, insinuada por Plutarco que considera a los sabinos como una colonia de los lacedemonios. Plutarco considera que, al ser lacedemonios o espartanos son versados en el uso de las armas.
La tradición de conferir a los sabinos origen griego aparece desde el siglo IV a. C.. Dice que un grupo de espartanos desembarcaron en las costas tirrenas de la actual Terracina y después subieron hacia la zona interna hasta llegar a los Apeninos. Pero esto sería para los sabinos, un recorrido inverso al propuesto en la mayoría de las fuentes históricas. Es decir, descender desde el Gran Sasso. Aunque por otra parte, el análisis de la escritura que usaron los sabinos, ha llevado a algunos estudiosos a encontrar similitud con el alfabeto griego y a afirmar que los sabinos lo habrían recibido directamente de los griegos sin mediación etrusca.

## Expansión en el Lacio
La expansión sabina estaba estrechamente relacionada con el rito del ver sacrum —primavera sagrada— que consistía en el regreso de la estación favorable. Después de la ceremonia, y una vez que se hacía arrodillar a los animales delante de la divinidad suprema, ciudadanos destinados ex profeso partían para fundar nuevas colonias según la dirección indicada por el movimiento de un tronco. Esta actividad era una forma de resolver el problema de superpoblación en los pueblos más antiguos, que no siempre estaban dispuestos a acoger al creciente número de habitantes. Quizá de la unión de aquel pueblo — que procedía de Testrina y que no lograba ya contener una población cada vez más grande— con el pueblo de los  aborígenes, nació el pueblo sabino.
En su migración hacia el oeste y sur, los sabinos ocuparon , además de Reate, la ribera este del Tíber hasta Ocriculum, cerca de Tíbur.  Más tarde aún, avanzaron llegando a la colina del Quirinal. Parece que los aborígenes expulsados de los Apeninos por los sabinos fundaron los caseríos de  Preneste, Laurento, Lanuvio, Gabio, Aricia, Lavinio, Tívoli, Túsculo (Tusculum) y Arde.

### Sabina interna
Desde el punto de vista histórico arqueológico la nación sabina se divide en dos: Sabina interna y Sabina tiberina. Como se ha dicho anteriormente, después de que el pueblo sabino sale de su original localidad de Amiternum junto al Gran Sasso, se dispone a colonizar primero la cuenca reatina y desde aquí, la región que ve hacia el Tíber. Así se distingue una Sabina interna —con las localidades de Reate, Amiternum y Nursia— y una Sabina tiberina. Las dos regiones participan de experiencias culturales diferentes. La Sabina interna es económica y culturalmente más atrasada. Prueba de ello son los hallazgos arqueológicos de tumbas de fosa rodeadas solamente por túmulos de piedras y con características de tipo pagana.

### Sabina tiberina
La sabina tiberina, sin embargo —con los centros de Cures, Eretum, Trebula Mutuesca y Forum Novum— desarrolla una civilización urbana. En ella las labores arqueológicas han descubierto sepulcros con cámara mortuoria y estructura social articulada. El área tenía dos grandes vías de comunicación: la Vía Salaria y el Tíber, ambos facilitaron el desarrollo de las relaciones con otras poblaciones de la región (umbros, etruscos y romanos).
Una vez que el pueblo sabino desciende al valle del Tíber se pone en contacto con los flujos comerciales y culturales que provienen, primero de los Falicios, después de Etruria —interna y tiberina— Veyes, Cerveteri y Roma. Desde ese momento desarrolla una cultura comparable en lujo y refinamiento a la de los etruscos.

## Rasgos culturales

### Asentamientos temporales
Los grupos étnicos de la Italia prerromana tendían a vivir en asentamientos temporales y no en pueblos o ciudades. Este fue el caso de los grupos sabinos quienes cultivaban pequeñas parcelas y apacentaban sus rebaños de ovejas y vacas. Pero también es verdad que el pueblo sabino no puede describirse como un conjunto humano homogéneo. Dispersos por el territorio sabino, encontramos pequeños asentamientos, pero también existían núcleos de poder y liderazgo como Cures y Eretum.

### Centros de poder y liderazgo
Como ya se mencionó anteriormente, eran marcadas las diferencias entre los habitantes de la sabina interna y la sabina tiberina.  Se han descubierto en Eretum la tumba de un príncipe sabino del siglo VII a. C. demostrando que las características de poder y riqueza presentes en los líderes sabinos eran muy semejante a las de sus contrapartes de Italia central:  láminas de oro con motivos geométricos decoraban los vestidos, vasos de bronce y de impasto con incisiones decorativas, los revestimientos de la silla de un carruaje con una rica decoración en láminas de bronce y el ajuar y armadura completa de los caballos de arrastre, etc. Estos elementos presentes tanto en los núcleos sabinos, como en los otros centros de poder de la Italia prerromana, hacen que se pueda hablar en Eretum de la existencia de una clase aristocrática a la misma altura, en cuanto poder y riqueza, de la aristocracia etrusca y que conocía y usaba la escritura como lo muestran las ricas tumbas de Magliano y Poggio Sommavilla.
Por su parte está la ciudad capital de la Sabina tiberina, Cures, de la que provenía Numa Pompilio segundo rey de Roma y su nieto Anco Marcio. En esta localidad los hallazgos arqueológicos —piezas cerámicas de uso doméstico, mesas de madera y objetos elaborados en hueso— y la presencia de actividad artesanal son testimonios de una comunidad que desarrolla una cultura con características peculiares que también comparten las comunidades tiberinas etruscas de Italia central. Se destaca aquí la influencia de centros etruscos sobre los sabinos en la producción de cerámica de tonalidades rojas sobre blanco, típica de la Etruria de los siglos VIII  y VII a. C.

### Identidad e interacción
Se han encontrado en las localidades sabinas de  Poggio Sommavilla y Magliano Sabina objetos con características peculiares que se consideran propiamente sabinas: vasos de impasto pardo decorado con incisiones (siglos VII  y VI a. C.), ollas y ánforas con decoraciones peculiares. Y del área más septentrional provienen las inscripciones sobre piezas de cerámica. Una de ellas hace alusión al banquete y al vino. Estos datos revelan que durante el transcurso del siglo VII a. C. los sabinos conocían un sistema alfabético a través del cual expresaba su propia lengua. Se puede afirmar que los sabinos del Tíber desarrollan una cultura propia inserta y bien afincada en el área tiberina en una koiné más amplia, en la que participan, primero los falicios, capentanos y vestinos y después los etruscos.
Es notoria la influencia del pueblo sabino en la historia de Roma antes y después de la República. Se cree que varias de las instituciones practicadas por los romanos son de origen sabino. La costumbre romana de dar a las personas un nombre y apellido podría tener su origen en el pueblo sabino. Tito Livio, describiendo a Numa Pompilio, segundo rey de Roma, hace referencia a la "austera y severa educación de los antiguos sabinos, el pueblo moralmente más puro de la antigüedad".
Se ha dicho también que los sabinos era un pueblo guerrero. Plutarco, los consideraba descendientes de los lacedemonios, buenos guerreros. Como quiera que sea, no cabe duda de que debieron combatir en varias guerras, primero contra los etruscos y después contra los romanos. Tito Livio en su Historia de Roma desde su fundación, describe extensamente las guerras entre etruscos, romanos y sabinos.

### Idioma

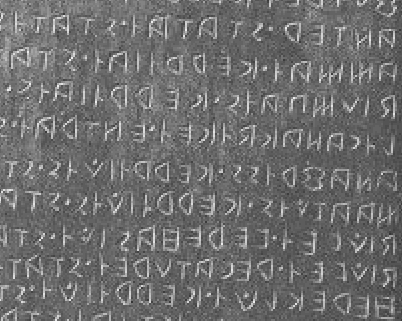
Fragmento de la Tavola di Agnone, con inscripción en osco sobre las obligaciones del culto especialmente a Ceres.

La asimilación de los sabinos a la influencia latina se efectuó relativamente pronto en la historia de Roma, no obstante, se cree que, al igual que otros de los pueblos mencionados, tenían por lengua el idioma osco. Esta variante de la lengua madre sabélica fue una de las más difundidas en Italia central antes de la época imperial romana. Inscripciones sobre piedra y en monedas en lengua osca se han encontrado en el Lacio, Campania, Apulia, Basilicata, Calabria y en la ciudad siciliana de Mesina.
Por la naturaleza de cualquier lenguaje, es decir, su flexibilidad y adaptabilidad a cada pueblo y región, es lógico que hubiera variantes en la forma de hablar el mismo “osco” por pueblos relativamente distantes en una época en que las comunicaciones no son lo que hoy en día.

### Creencias religiosas
Las fuentes históricas dicen que los sabinos eran personas religiosas. En la Historia de Roma de Tito Livio se pone de manifiesto el importante rol que jugaba el augur o rey-sacerdote en el pueblo sabino. El mismo Numa Pompilio era uno de estos augures que, además de cumplir las funciones reales de gobierno, era intermediario e intérprete de la voluntad divina. Para los sabinos, la divinidad se manifestaba en la naturaleza en todas sus formas y el vuelo de los pájaros era el medio ideal para conocer e interpretar la voluntad de los dioses.

#### Sancus
De sus dioses no se conoce mucho. Se ha dicho que el nombre "Sabino" deriva de Sabus, hijo de la deidad tutelar Sancus. La tabula de Gubbio habla de Fisus Sancius, deidad umbro-osca que tiene como características fundamentales las funciones jurídicas de la sanctio y la fides. Este dios fue venerado después como Hércules.

#### Feronia
Se sabe por cierto que los sabinos adoraban a la diosa Feronia, en la localidad de Trebula Mutuesca. Feronia, diosa de la fecundidad y de los esclavos, era una divinidad estrechamente ligada al ciclo de la naturaleza, pero los nombres de las deidades nos han llegado a través de los romanos. Puede ser que los sabinos las hayan venerado con otros nombres. Los hallazgos arqueológicos en el área de Trebula Mutuesca, han sacado a la luz el templo al que los sabinos debieron asistir para celebrar sus misterios en honor a Feronia. Se la ha identificado después con Ceres.

#### Vacuna
Por otra parte en la localidad sabina de Forum Decii, hoy Bacugno, se han encontrado los restos de un templo dedicado a la diosa Vacuna. Esta divinidad ha sido identificada con Diana, Ceres o la diosa Victoria pero la hipótesis más acreditada es la que propone que el nombre Vacuna deriva de Lacuna (laguna), por tanto sería la diosa del lago. El lago sabino de Cotilia, alimentado por manantiales de aguas termales, fue un centro religioso y sus aguas han sido consideras terapéuticas a lo largo de la historia.
Otras divinidades de origen sabino son Quirino, Velinia, Lymphae Commotiles y Minerva.  Todos los dioses sabinos representaban símbolos naturales que en el territorio tenían especial significación: manantiales de agua incontaminada, bosques, flora y fauna, etc.

## Historia

### Edad de Hierro – Período orientalizante
Los sabinos han dejado rasgos de su paso por la historia, aunque estos no son tan notorios como los de otros pueblos de Italia central como pueden ser los etruscos. La arqueóloga Paola Santoro —directora de los trabajos de excavación en la Sabina— se refiere a ellos como los parientes pobres, no por su estatus social como pueblo, sino por la escasez de fuentes que puedan aportar luz a la su historia, sobre todo si se les compara a romanos y etruscos. De los sabinos falta mucho por investigar y sólo se conocen los grupos que se asentaron en sitios estratégicos frente al Tíber en la edad de Hierro más reciente: Cures, Campo del Pozzo, Eretum, Poggio Somaviglia y Magliano.
Estos asentamientos alcanzan una dimensión urbana durante el período orientalizante gracias a la influencia de los grupos humanos en torno al Tíber con los que se encuentran en relación cultural y comercial. Pero los asentamientos urbanos sabinos son ciudades sólo en cuanto hay una distinción entre el espacio que ocupan los vivos y el que ocupan los muertos (necrópolis). Esta distinción es un avance importante en una población protohistórica, aunque no se adecúe plenamente al concepto romano de ciudad.
Por otra parte, está el concepto de templo o santuario, que tampoco se encuentra dentro de la ciudad, sino que está afuera y es un punto de encuentro en lugares estratégicos en el valle del Tíber. Los casos más notorios son los de Lucus Feroniae y Forum Novum. Este último se recuerda como punto de encuentro y mercado.
Durante el período orientalizante reciente (siglo VII a. C.)  los sabinos comparten la costumbre etrusca de colocar sus necrópolis en sitios elevados. En ellas el difunto era enterrado con sus respectivas pertenencias. Los objetos enterrados con el cuerpo definían el estatus social del difunto. Pero en la segunda mitad del siglo VI a. C. la costumbre varía: las pertenencias y ornamenta del difunto disminuyen en número pero aumentan en calidad, mientras que las cámaras sepulcrales llegan a ser monumentales. La monumentalidad de las tumbas y la calidad de las pertenencias marcan, en este período, el estatus social del difunto.
Durante el período orientalizante y arcaico, en el territorio dominado por los sabinos, se ven aparecer una serie de asentamientos menores a lo largo de los torrentes más caudalosos del Tíber y en las cercanías de grandes explanadas ideales para la agricultura o pastoreo.

### El Rapto de las Sabinas

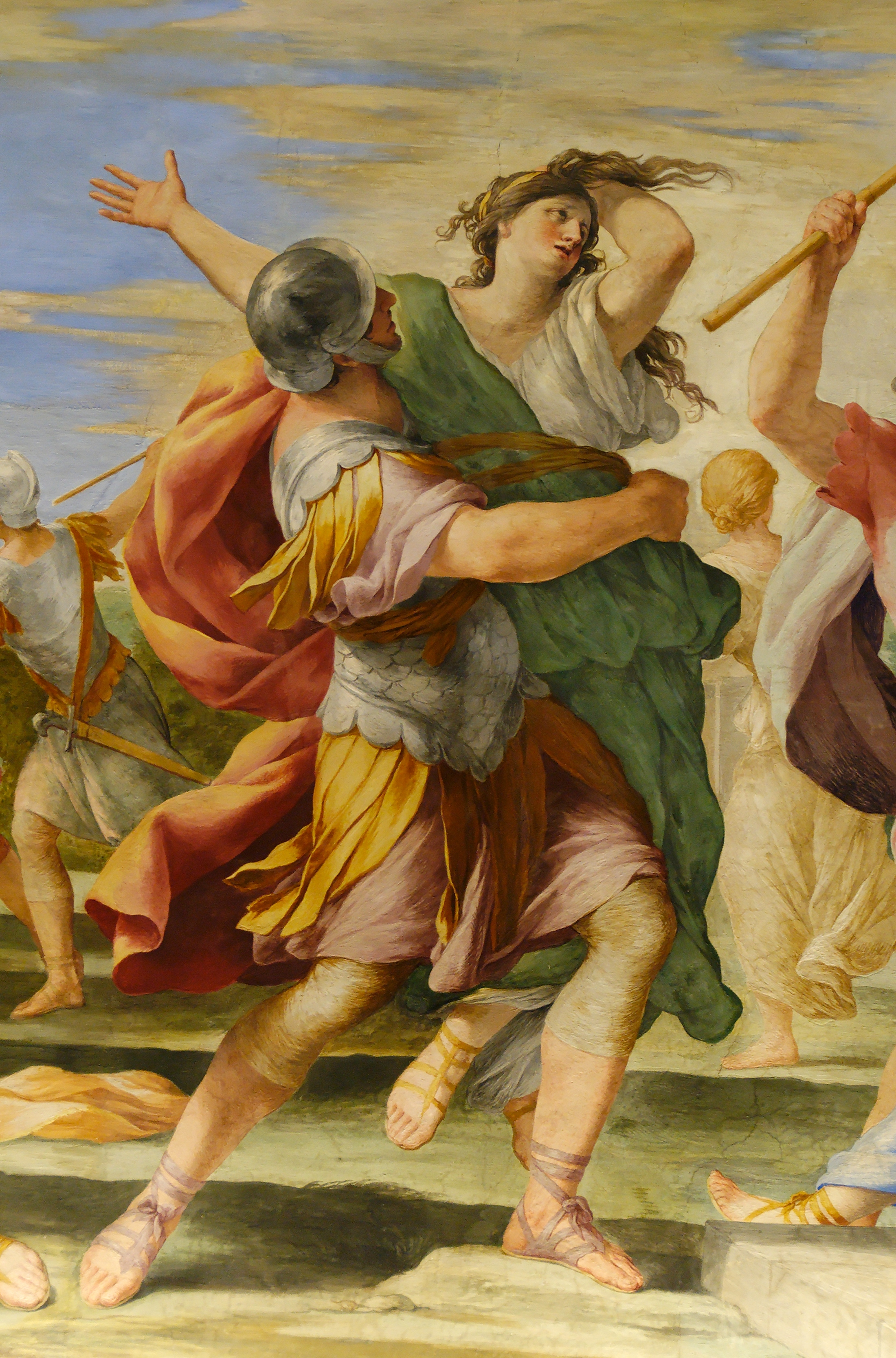
El rapto de las Sabinas (fragmento) por Giovanni Francesco Romanelli (1612–1660).

Una de las leyendas romanas que más eco ha tenido en la historia del arte, narra el supuesto rapto de las sabinas.  Según esta leyenda, los fundadores de Roma, provenientes de Troya, tras invitar a un banquete a los sabinos, secuestran a las más bellas mujeres sabinas para poblar la nueva ciudad. Para recuperar a las mujeres el legendario rey sabino de Cures,   Tito Tacio declaró guerra a Roma, pero las mujeres prefirieron quedarse con sus esposos e hijos y los sabinos desistieron de pelear. Como quiera que sea, esta leyenda expresa la estrecha unión entre romanos y sabinos. Tenían muchas cosas en común y un comercio activo. Ambos pueblos estaban conectados por la Vía Salaria, llamada así porque era la vía por la que se comerciaba la sal. Ésta unía a Roma con la población sabina de Reate (actualmente llamada Rieti).
Las palabras de Plutarco: "Dura también hasta ahora el que la novia no pase por sí misma el umbral de la casa, sino que la introduzcan en volandas: porque entonces no entraron, sino que las llevaron por fuerza" son una imagen de la influencia sabina en la vida romana.

### Período Pre Republicano
Antes de que Roma se constituyera como República y después de la mítica fundación de la ciudad por Rómulo, los sabinos, alternando con los etruscos, nombraron tres reyes para la nueva ciudad:  Tito Tacio, Numa Pompilio y Anco Marcio.
El mítico rey Titus Tatius hizo la guerra a Rómulo, pero al final terminaron aliándose en una diarquía. Se cree que los sabinos se pudieron establecer en Roma con plenos derechos. Cures, la ciudad sabina del Quirinal,  llegó a ejercer una especie de predominio, aunque de manera temporal, sobre Roma. La alianza o las “buenas” relaciones de los latinos de la ciudad de Roma y los sabinos de Cures, no implicaban ninguna alianza con el resto de los sabinos.
Más tarde Tulio Hostilio (latino) hizo la guerra a los sabinos, invadió su territorio y libró una batalla decisiva en Silva Malitiosa y así llegó a ser el tercer rey de Roma después de Rómulo y Numa.  A Tulio lo sucedió Anco Marcio (también sabino). Un etrusco lo sucedió en el poder Tarquinio Prisco, quien tuvo muchas confrontaciones y problemas con los sabinos a quienes hizo la guerra, según Tito Livio, porque los sabinos habían cruzado el río Aniene (Annio).  Los sabinos fueron derrotados y Collatia y su territorio incorporados a Roma. Los siguientes 3 reyes de Roma fueron etruscos. El último de ellos fue Tarquinio el Soberbio, quien fue depuesto por los romanos al instaurar la República.

### Período Republicano e Imperial
Una vez instaurada la República, los sabinos continúan teniendo roces con los latinos de Roma.  Las fuentes históricas hablan de los sabinos en una guerra librada en el año 504 a. C. en la que un clan sabino, dirigido por Atta Clausus, inconforme con la política de su nación, emigró a territorio romano y adquirió la ciudadanía —de él se origina la familia de los Claudii— . En el año 469 a. C. aparecen los sabinos haciendo incursiones guerreras en los alrededores de Roma. Y en el 449 a. C. cuando el cónsul romano M. Horatius, obtuvo una victoria decisiva para los suyos, el campo sabino estaba lleno del botín obtenido en territorio romano.
En el año 290 a. C. después de 200 años sin aparecer en las crónicas, los sabinos vuelven a ser mencionados luchando contra Roma. Pero al final de la tercera guerra samnita el cónsul romano Manio Curio Dentato (290-272 a. C.) conquistó las regiones sabinas restantes a lo largo de Italia central.  Muchos prisioneros fueron vendidos como esclavos, aunque otros fueron admitidos a la ciudadanía romana sin derecho al sufragio. Las ciudades sabinas fueron subordinadas  —con rango de prefectura, inferior al de municipio—. En el año 268 a. C. el derecho de sufragio les fue concedido y fueron incluidos en la tribu Sergia.
En la segunda guerra púnica aportaron voluntarios al ejército de Escipión. Progresivamente desaparecieron como pueblo separado. En la guerra Social, los sabinos, una vez asimilados a los romanos, no estuvieron al lado de los rebeldes que pedían la ciudadanía. Cicerón los menciona aún como «florem Italiae ac robur rei publicae».
Tras la guerra Social, al igual que todos los demás itálicos, aquellos individuos sabinos libres que aún no gozaban de plena ciudadanía, lograron obtener la ciudadanía romana a través de la Lex Plautia Papiria, volviéndose definitivamente parte integrante de la Italia romana.
Durante el tiempo de los  Estados Pontificios a la tierra que solían ocupar los sabinos se le llamó Sabina.

## Principales ciudades Sabinas
- Reate Hoy Rieti.
- Interocrea Hoy Antrodoco.

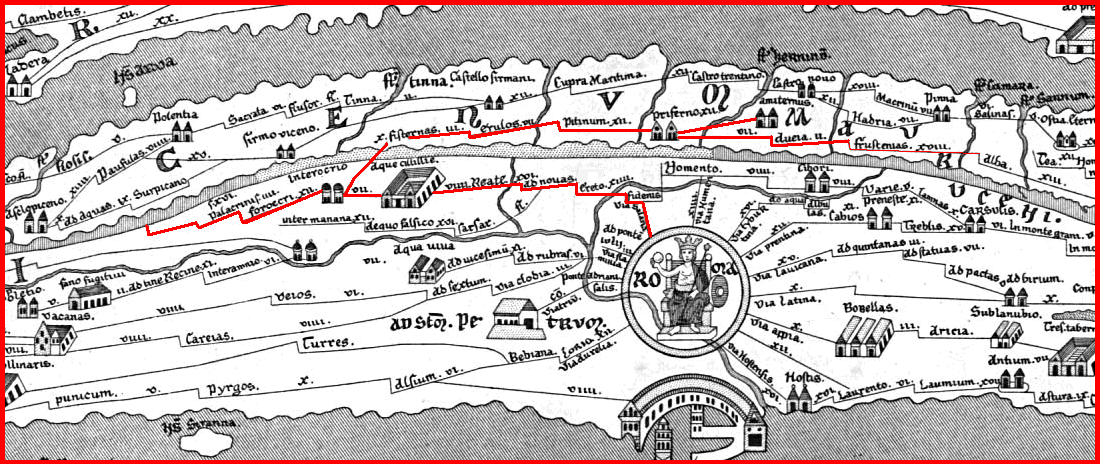
Fragmento de la Tabula Peutingeriana. Se encuentra en rojo la Vía Salaria, sobre la cual se reconocen las localidades de Eretum, Reate, Aqua Cutilae, Interocrea, Foroecri o Forum Decii, Phalacrina, Amiternum...

- Falacrinum (lugar de nacimiento de Vespasiano) Hoy Cittareale.
- Foruli Hoy Civitatomassa.
- Amiternum Actualmente forma parte de la Fracción Aquilana de San Vittorino.
- Nursia Hoy Norcia.
- Forum Novum Los restos de este asentamiento se encuentran en la Fracción 'Vescovio' de la comuna de Torri in Sabina (Provincia de Rieti)
- Forum Decii Los restos de este asentamiento se encuentran en la Fracción Bacugno, Comuna de Posta Provincia de Rieti.
- Casperia Esta localidad fue llamada Aspra Sabina durante toda la Edad Media y hasta 1947. Ese año las autoridades locales le devolvieron su antiguo nombre.
- Cures Sus restos se encuentran en el municipio de Fara in Sabina, provincia de Rieti. Fue la ciudad principal de los sabinos de donde son originarios Numa Pompilio y su sobrino Anco Marcio, segundo y cuarto reyes de Roma.
- Eretum Indicios arqueológicos recientes han confirmado la hipótesis de Thomas Ashby y Robert M. Ogilvie de la ubicación de este sitio sabino sobre la colina de Casacotta, en el municipio de Montelibertti, Provincia de Roma.
- Trebula Mutuesca Se halla en el territorio del actual pueblo de Monteleone Sabino, provincia de Rieti a unos 60 km de Roma.
- Trebula Suffenes
- Varia
- Digentia
- Cutiliae
- Regillum